# Guadalupe Ortiz de Landázuri Fernández de Heredia
Die selige Guadalupe Ortiz de Landázuri Fernández de Heredia (* 12. Dezember 1916; † 16. Juli 1975) war eine spanische römisch-katholische Professorin und Mitglied der Personalprälatur Opus Dei. Sie war eine der ersten Frauen, die dem Opus Dei beitraten, nachdem sie dessen Gründer Josemaría Escrivá 1944 begegnet war. Sie half bei der Verbreitung des Opus Dei in Mexiko und arbeitete mit Escriva in Rom zusammen. Ein schwerer Herzanfall beendete ihr Leben 1975.
Nach einigen Anfragen von Personen, die sie kannten, wurde ihr Seligsprechungsverfahren am 3. November 2001 eröffnet. Mitte 2017 bestätigte Papst Franziskus ihre heroischen Tugenden und erklärte sie zur Ehrwürdigen Dienerin Gottes. Im Juni 2018 bestätigte er ein Wunder, bei dem ihre Fürsprache zur Heilung eines Krebs-Patienten beigetragen haben soll. Die Seligsprechung fand am 18. Mai 2019 in Madrid statt.

## Leben
Guadalupe Ortiz de Landázuri Fernández de Heredia wurde am 12. Dezember 1916 als viertes von fünf Kindern (und einzige Tochter) des Militäroffiziers Manuel Ortiz de Landázuri und Eulogia Fernández-Heredia geboren. Ihre drei älteren Geschwister waren Manuel, Eduardo und Francisco, der im Kindesalter starb. Ihr Bruder Eduardo (der Arzt und Hochschulprofessor war) und seine Frau (sie heirateten 1941) wurden beide zu Dienern Gottes ernannt.
Die Karriere ihres Vaters beim Militär bewirkte, dass die Ortiz de Landázuris bei jeder Versetzung umziehen mussten. 1927 zogen sie nach Tétouan in Marokko. 1932 kehrten sie nach Spanien zurück und lebten in Madrid, wo der Vater Oberstleutnant war und Guadalupe die Schule beim Instituto Miguel de Cervantes abschloss. Im Juni 1933 schrieb sie sich bei der Universidad Central de Madrid in Chemie ein und war dort eine von nur fünf Frauen in einer Klasse mit 70 Studenten. Ortiz de Landázuri strebte eine Promotion an, da sie Chemie auf Universitätsniveau unterrichten wollte.
Nach dem Ausbruch des Spanischen Bürgerkriegs Mitte der 1930er-Jahre wurde ihr Vater gefangen genommen und zur Hinrichtung verurteilt. Wenige Stunden vor seinem Tod begleitete Ortiz de Landázuri ihren Bruder Eduardo und ihre Mutter, um von ihm Abschied zu nehmen. Nach diesem Ereignis zog sie 1937 mit Eduardo und ihrer Mutter nach Valladolid, wo ihr älterer Bruder Manuel wohnte. Dort blieb sie bis zum Ende des Bürgerkriegs, wenige Monate vor dem Ausbruch des Zweiten Weltkriegs.
1939 kehrte sie nach Madrid zurück, wo sie als Lehrerin arbeitete. Bei einer Heiligen Messe im Jahr 1944 empfand sie etwas, dass sie als Zeichen Gottes deutete. Ortiz de Landázuri kehrte nach Hause zurück, um sich mit einem Freund zu besprechen und wünschte, einen Priester zu sprechen. Der Freund gab ihr die Telefonnummer des bekannten Priesters Josemaría Escrivá und Ortiz de Landázuri traf ihn zum ersten Mal am 25. Januar 1944. Kurze Zeit später begab sich Ortiz de Landázuri auf Exerzitien und sandte am 19. März einen Brief an Escrivá, in dem sie um Aufnahme in das Opus Dei bat.
Am 5. März 1950 zog sie auf Einladung von Escrivá nach Mexiko, um die Botschaft des Opus Dei zu verbreiten. Dort meldete sich Ortiz de Landázuri bei einem Doktorprogramm in Chemie an, sodass sie ihr in Spanien begonnenes Studium fortsetzen konnte. In Mexiko-Stadt richtete sie eine Studentenwohnung für Studentinnen ein, um ein förderliches Umfeld für ein erfolgreiches Studium, gesundheitliche Abwechslung und Freundschaft zu schaffen. Außerdem half sie bei der Gründung der Montefalco School und anderer sozialer Projekte, die Einheimische unterstützten. So schuf sie mit einem befreundeten Doktor eine mobile medizinische Klinik, die ihnen erlaubte, in armen Gegenden von Haus zu Haus zu gehen und die Bewohner mit kostenloser Medizin und medizinischen Test zu versorgen.
Ortiz de Landázuri kehrte 1956 nach Rom zurück, um mit Escrivá in der Führung des Opus Dei zu arbeiten. Kurz nach ihrer Ankunft bemerkte sie Brustschmerzen, die sich als schwere Herzerkrankung entpuppten. Deshalb kehrte sie für eine Operation nach Madrid zurück. Nach teilweiser Genesung setzte sie ihre akademische Arbeit in Spanien fort. Während dieser Zeit begann sie ein Forschungsprojekt über die Isolierung lichtbrechender Materialien aus Reishülsen, wofür sie den Juan de la Cierva-Preis gewann. Ihre Doktorarbeit verteidigte sie am 8. Juli 1965. Außerdem arbeitete sie am Ramiro de Maeztu Institut und an der Women’s School for Industrial Sciences, wo sie eine Führungsposition innehatte, die sie für eine Dekade hielt. Ab 1968 war sie an der Planung und Gründung des Center of Studies and Research of Domestic Sciences beteiligt.
1975 empfahlen ihr die Ärzte trotz Risiken eine erneute Operation. Ortiz de Landázuri begab sich in die Clínica Universidad de Navarra, wo sie am 1. Juli operiert wurde. Obwohl der Eingriff erfolgreich war, erlitt sie eine Respiratorische Insuffizienz, die ihren Tod am 16. Juli um 6.30 Uhr verursachte. Ihre Mutter starb eine Woche später am 23. Juli in derselben Klinik. Ihre Überreste wurden zunächst in Pamplona beigesetzt, jedoch am 5. Oktober 2018 in ihren Geburtsort Madrid überführt.

## Seligsprechung
2001 unternahm der Prälat des Opus Dei, Javier Echevarría die nötigen Schritte, um das Seligsprechungsverfahren zu beginnen. Am 30. März wurde das zuständige Forum für den diözesanen Prozess der Angelegenheit vom Erzbistum Pamplona y Tudela zum Erzbistum Madrid verlegt, wo die Kongregation für die Selig- und Heiligsprechungsprozesse am 3. November bestätigte, dass dem Verfahren nichts entgegenspricht und sie zur Dienerin Gottes ernannt wurde. Kardinal Antonio María Rouco Varela eröffnete den diözesanen Prozess am 18. November und schloss ihn am 18. März 2005. Von 2002 bis 2003 wurden 66 Sitzungen mit 32 Zeugen aus Madrid abgehalten, die Beweise für ihre Tugenden liefern sollten. In einer einwöchigen Sitzung in Mexiko Mitte 2003 wurden 22 Zeugen in 37 Sitzungen angehört. Die Kongregation erhielt später sämtliche Dokumente, die bis 2005 gesammelt wurden (3008 Seiten in Sieben Bänden) und bestätigte den Prozess am 17. Februar 2006. Das Postulat übermittelte das Positionsdossier 2009 zur Auswertung an die Kongregation.
Theologen gaben am 7. Juni 2016 ein positives Votum ab, nachdem sie das Positionspapier bewertet hatten. Die Kongregation gab bei ihrem Treffen am 2. Mai 2017 ebenfalls ihre Zustimmung. Papst Franziskus ernannte Ortiz de Landázuri am 4. Mai zur Ehrwürdigen Dienerin Gottes und bestätigte ihr ein christliches Leben der heroischen Tugenden.
Ortiz de Landázuris Seligsprechung hing von der Bestätigung eines Wunders, das durch ihre Fürsprache zustande kam ab. Dabei musste es sich um eine Heilung handeln, die wissenschaftlich nicht erklärbar ist. Ein entsprechender Fall wurde in Barcelona bei einer Sitzung unter Leitung von Lluís Martínez Sistach am 25. Mai 2007 berichtet und bis zum 16. Januar 2008 untersucht. Die Kongregation bestätigte den Prozess am 24. Oktober 2008 und ein medizinisches Expertengremium bestätigte in der Sitzung vom 5. Oktober 2017, dass die Heilung ein Wunder sei. Das Gremium untersuchte außerdem die Diagnostik der Beschwerden und die Heilung innerhalb weniger Stunden ohne Behandlung. Die Experten erklärten den Vorfall für wissenschaftlich nicht erklärbar. Das Positionspapier über das Wunder wurde am 2. Januar 2018 an die Kongregation übermittelt. Die Theologen erteilten ihre Genehmigung am 1. März und stellten einen Zusammenhang zwischen der Heilung und der Fürsprache Landázuris fest. Die Kongregation bestätigte den Fall am 5. Juni und empfahl die Anerkennung als Wunder und bat den Papst um seine Zustimmung. Papst Franziskus genehmigte in einem Dekret vom 8. Juni die Anerkennung als Wunder, was ihre Seligsprechung ermöglichte. Die Seligsprechung wurde am 18. Mai 2019 im Palacio Vistalegre in Madrid abgehalten.
Der aktuelle Postulator ist Fr. Antonio Rodríguez de Rivera.

### Seligsprechungswunder
Das Wunder, das zur Seligsprechung Ortiz de Landázuris führte, war die Heilung Antonio Jesús Sedano Madrids aus Barcelona von einem basozellulären Karzinom in der Nacht vom 28. auf den 29. November 2002.